# Melese drucei
Melese drucei là một loài bướm đêm thuộc phân họ Arctiinae, họ Erebidae.